# 원피스 극장판 Z
원피스 - Z(ONE PIECE FILM Z)은 원피스의 극장판 시리즈의 열두 번째 작품이다. 2012년 12월 15일에 개봉하였다.

## 출연

### 주연
- 타나카 마유미
- 나카이 카즈야
- 오카무라 아케미
- 시노하라 료코
- 카가와 테루유키

## 기타
- 원작자: 오다 에이치로
- 총괄프로듀서: 오다 에이치로
- 프로듀서: 타네다 요시히코
- 프로듀서: 세이노 마코토
- 작화감독: 사토 마사히로

## 한국어 더빙 제작진

### 목소리 출연
- 강수진 - 루피 役
- 김승준 - 조로 役
- 정미숙 - 나미 役
- 김소형 - 우솝 役
- 박성태 - 상디 役
- 김현지 - 쵸파 役
- 김국진 - 어른 쵸파 / 해르메포 役
- 소연 - 로빈 役
- 이주창 - 프랑키 役
- 최승훈 - 브룩 役
- 김준 - 제트 役
- 여민정 - 아인 役
- 한신 - 빈즈 役
- 온영삼 - 거프 役
- 소정환 - 센코쿠 役
- 안장혁 - 푸른꿩(아오키지) 役
- 민응식 - 노란 원숭이(키자루) 役
- 정승욱 - 붉은개(아카이누) 役
- 임윤선 - 츠루 役
- 김명준 - 코비 役
- 방연지 - 가리 役
- 여윤미 - 손녀 役
- 권성혁 - 키빈 役
- 김채하 - 어린 제파 役
- 김정훈 - 해군 장병 役

### 우리말 제작
- 녹음 및 서라운드 믹싱: 박지혜, 김세광
- 마스터 편집 및 DCP: 고재식
- 기술제작진행: 조일오
- 기획: 신동식
- 번역: 권이강
- 연출: 신길주